# Osteocephalus cabrerai
La Rana de casco de Cabrera (Osteocephalus cabrerai) es una especie de anfibios de la familia Hylidae.
Habita en la cuenca amazónica de Colombia, Ecuador y Perú, en altitudes inferiores a 250 m.
Sus hábitats naturales incluyen bosques tropicales o subtropicales secos y a baja altitud y ríos. Está amenazada por la destrucción de su hábitat natural.